# AES Corporation
AES Corporation (NYSE: AES) é uma Compania estadunidense especializada na produção e distribuição de energia elétrica. Em 28 de janeiro de 1981 a Applied Energy Systems foi fundada por Roger Sant e Dennis Bakke, que se conheceram quando trabalhavam na Federal Energy Administration. É hoje uma das maiores companhias do ramo no mundo, atuando em 26 países distintos e empregando mais de 30000 funcionários. A sede da companhia fica em Arlington, Virginia.

## No Brasil
A AES Corporation atuou no Brasil através do Grupo AES Brasil, composto por empresas das áreas de geração,  distribuição e comercialização de energia elétrica, empresas de infraestrutura de telecomunicações, e uma empresa de redução de emissões de gases de efeito estufa. As empresas que fizeram parte do grupo foram:
- AES Tietê
- AES Minas PCH
- AES Rio PCH
- AES Uruguaiana
- AES Infoenergy
- AES Eletropaulo Telecom
- AES Com Rio
- AgCert Soluções Ambientais

Em 15 de maio de 2024, foi anunciada a compra da AES Brasil pela Auren. 